# Comté de Pope (Minnesota)
Pour les articles homonymes, voir Comté de Pope.
Le comté de Pope est situé dans l’État du Minnesota, aux États-Unis. Il comptait 11 236 habitants en 2000. Son siège est Glenwood.